# Zagrad (gmina Prevalje)
Zagrad – wieś w Słowenii, w gminie Prevalje. W 2018 roku liczyła 128 mieszkańców.